# Myotis browni
Myotis browni — вид рукокрилих ссавців з родини лиликових.

## Таксономічна примітка
Таксон відокремлено від M. muricola.

## Поширення
Країни проживання: Філіппіни, Індонезія.